# Huntza
Huntza (с баск. — «плющ») — фолк-рок-группа из Бильбао, исполняющая песни на баскском языке.

## История
Сформирована в 2014 году музыкантами, которые познакомились на студенческом трикипотео (барном туре в сопровождении трикитиши — баскского аккордеона). В 2016 году вышла песня «Aldapan gora» («Вверх по склону»). К 2018 году видеоклип к песне стал самым просматриваемым на YouTube роликом на баскском языке. «Huntza» стала одним из немногих баскских коллективов, завоевавших большую популярность в остальной Испании — так, по данным портала Spotify, наибольшее число слушателей группы находится в Мадриде. 

## Стиль
Скрипач группы определяет ее музыкальный стиль как нечто среднее между трики-попом и трики-фолком. Певица и аккордеонистка Хосуне Аракистайн пришла из среды традиционной баскской аккордеонной музыки. Вместе с тем фоном для успеха группы послужил так называемый «трики-бум», связываемый с группой «Alaitz eta Maider» (1997-2014).

## Состав
- Хосуне Аракистайн — трикитиша, вокал
- Ушуэ Амонаррис Субиондо — бубен, вокал
- Айтор Уиси Исагирре — скрипка
- Айцоль Эскисабель Руис — гитара
- Инар Эскисабель Руис — бас-гитара
- Перу Альтубе Касалис — ударные

## Дискография
- Ertzetatik (2016)
- Lumak (2017)
- Xilema (2018)
- Ezin ezer espero (2021)